# Kersti Kaljulaid
Kersti Kaljulaid, née le 30 décembre 1969 à Tartu, est une haut fonctionnaire et une femme d'État estonienne. Elle est membre de la Cour des comptes européenne de 2004 à 2016 et présidente de la république d'Estonie de 2016 à 2021. Elle préside depuis octobre 2024 le Comité olympique estonien.

## Biographie

### Études et jeunesse
En 1987, elle sort diplômée du lycée de Mustamäe à Tallinn. Durant ses études, elle est membre de l'association scientifique des étudiants et se spécialise en ornithologie. Elle est membre de l'association Filiae Patriae (et) depuis 1990,. Elle obtient deux ans plus tard un master de biologie de l'université de Tartu.

### Vie professionnelle
En 1996, Kersti Kaljulaid est recrutée pour le poste de directrice des ventes à Eesti Telefon puis elle devient chef de projet à la Hoiupank en 1997. Elle intègre en 1998 la Hansabank, où elle travaille au département d'investissement des marchés,.
Elle quitte le secteur privé en 1999 et exerce les fonctions de conseillère économique du Premier ministre Mart Laar jusqu'en 2002. Elle est alors chargée du suivi de la Banque d'Estonie, du ministère des Affaires économiques, la coordination des relations avec le Fonds monétaire international et d'autres institutions financières multilatérales (dont la Banque européenne pour la reconstruction et le développement, la Banque nordique d'investissement et la Banque mondiale). 
Elle passe avec succès une maîtrise en administration des affaires en 2001 à l'université de Tartu. Son mémoire, écrit en anglais, s'intitule « L'amélioration du système de gestion des fondations fondée par l’État » (en anglais : The improvement of the management system of state-founded foundations). Cette même année, elle rejoint l'Union de la patrie (IL), le parti de Laar.
Elle retourne travailler dans le privé en février 2002, au département de comptabilité de la centrale électrique d'Iru propriété de l'entreprise publique Eesti Energia AS. En septembre 2002 elle devient directrice de la centrale,.
Quand l'Estonie rejoint l'Union européenne, Kersti Kaljulaid est nommée en mai 2004 représentante de son pays au sein de la Cour des comptes européenne, fonction qu'elle conserve jusqu'en 2016. Elle quitte ensuite l'Union de la patrie.
De 2011 à 2016, Kersti Kaljulaid est présidente du conseil d'administration de l'université de Tartu.

### Présidente de la République

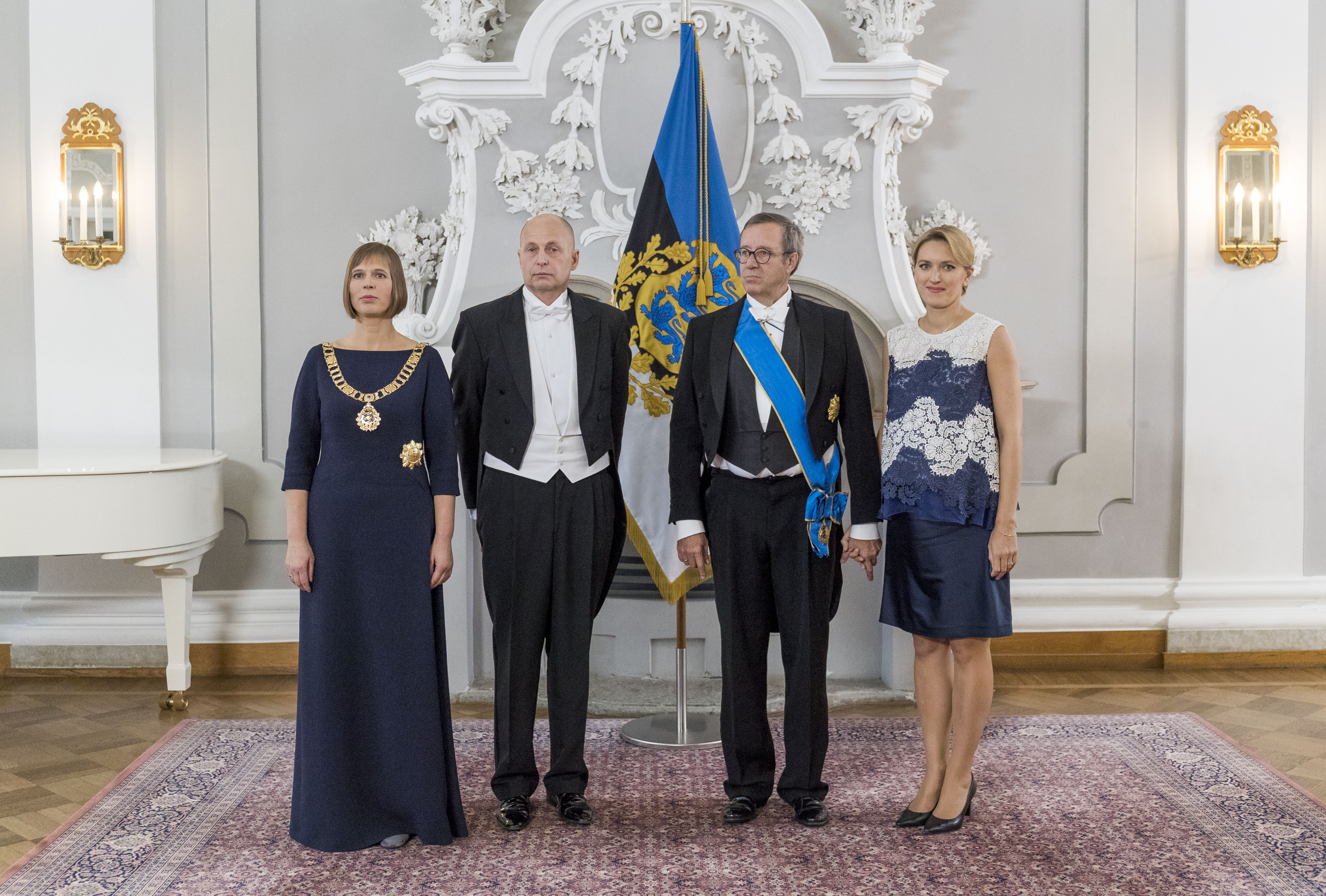
Passation des pouvoirs de Toomas Hendrik Ilves à Kersti Kaljulaid.

Le 27 septembre 2016, après cinq tours de scrutin infructueux lors de l'élection présidentielle estonienne, son nom est proposé par quatre grands partis qui s'engagent à soutenir sa candidature. Le 3 octobre, elle est élue par le Riigikogu à l'issue du sixième tour de scrutin, en obtenant 81 voix sur 101 députés. Kersti Kaljulaid, première femme élue à la magistrature suprême d'Estonie, devient également, à 46 ans, le plus jeune chef d'État du pays,.

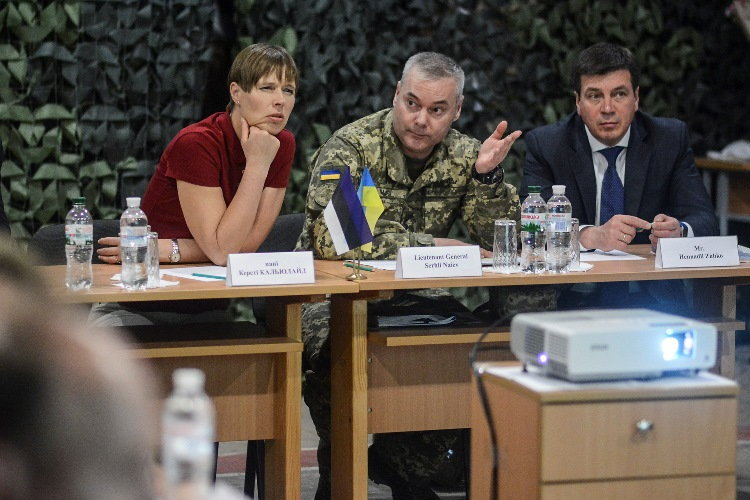
Hennady Zoubko, vice-Premier ministre ukrainien avec le général Naev et la présidente d'Estonie Kersti Kaljulaid en 2018 à Donetsk.

La principale objection évoquée fréquemment pendant la campagne aussi bien par les médias que les politiciens et les sondages est qu'elle est relativement inconnue en comparaison des autres candidats ayant participé à la campagne,,. Elle y a répondu par une lettre publique et au cours de plusieurs interviews en promettant de devenir visible à travers le pays, en visitant les différentes régions et en parlant directement aux gens.
Son investiture a lieu le 10 octobre 2016, au terme du second mandat de son prédécesseur, Toomas Hendrik Ilves, qui ne pouvait pas se représenter d'après la Constitution.
Bien que pouvant constitutionnellement se présenter pour un second mandat, elle ne parvient pas à être candidate à l'élection présidentielle de 2021 et voit Alar Karis lui succéder.

### Vie privée et familiale
Kersti Kaljulaid a une fille et un garçon de son premier mariage et elle est grand-mère. Elle a deux fils avec son deuxième mari Georgi-Rene Maksimovski,.
Raimond Kaljulaid, son demi-frère, est un homme politique qui a quitté le Parti du centre d'Estonie quand ce parti a fait une alliance pour former un gouvernement avec EKRE, parti d'extrême-droite. Jusqu'à son élection comme député au Parlement estonien, il était maire de l'arrondissement de Tallinn-Nord.

## Opinions politiques
Kersti Kaljulaid se définit comme libérale conservatrice.
Elle s'est exprimée pour une société civile forte avec moins d'interférence de la part de l’État tout en donnant une grande importance à l'aide aux nécessiteux,. Elle a une vision libérale par exemple au sujet des droits des LGBT et de l'immigration. Elle a souvent publié des articles d'opinion dans les médias estoniens, sur la position de l'Estonie dans l'Union européenne et sur les questions sociales et économiques. Elle participe régulièrement aux programmes d'analyse politique de Kuku Raadio, comme « Keskpäevatund ».
Lors de l'investiture du nouveau gouvernement de Jüri Ratas le 17 avril 2019, elle portait un t-shirt avec le slogan « Sõna on vaba » (en français : « La parole est libre »), à la suite des déclarations des membres d'EKRE et de démissions de journalistes.[réf. nécessaire]

## Prix et reconnaissance
- Européen de l'année, 2009[25]
- Prix de la Concorde, 2014[26]
- Ordre du Blason national, 2016[27]
- 1re classe Ordre du Prince Iaroslav le Sage, 2021